# Litoria moorei
Litoria moorei é uma rã do sudoeste da Austrália, conhecida pela peculiaridade do seu chamamento que faz lembrar uma moto a aumentar as mudanças. Um dos seus nomes comuns na Austrália é Motorbike Frog (rã-moto). É uma rela terrestre da família Hylidae.

## Descrição

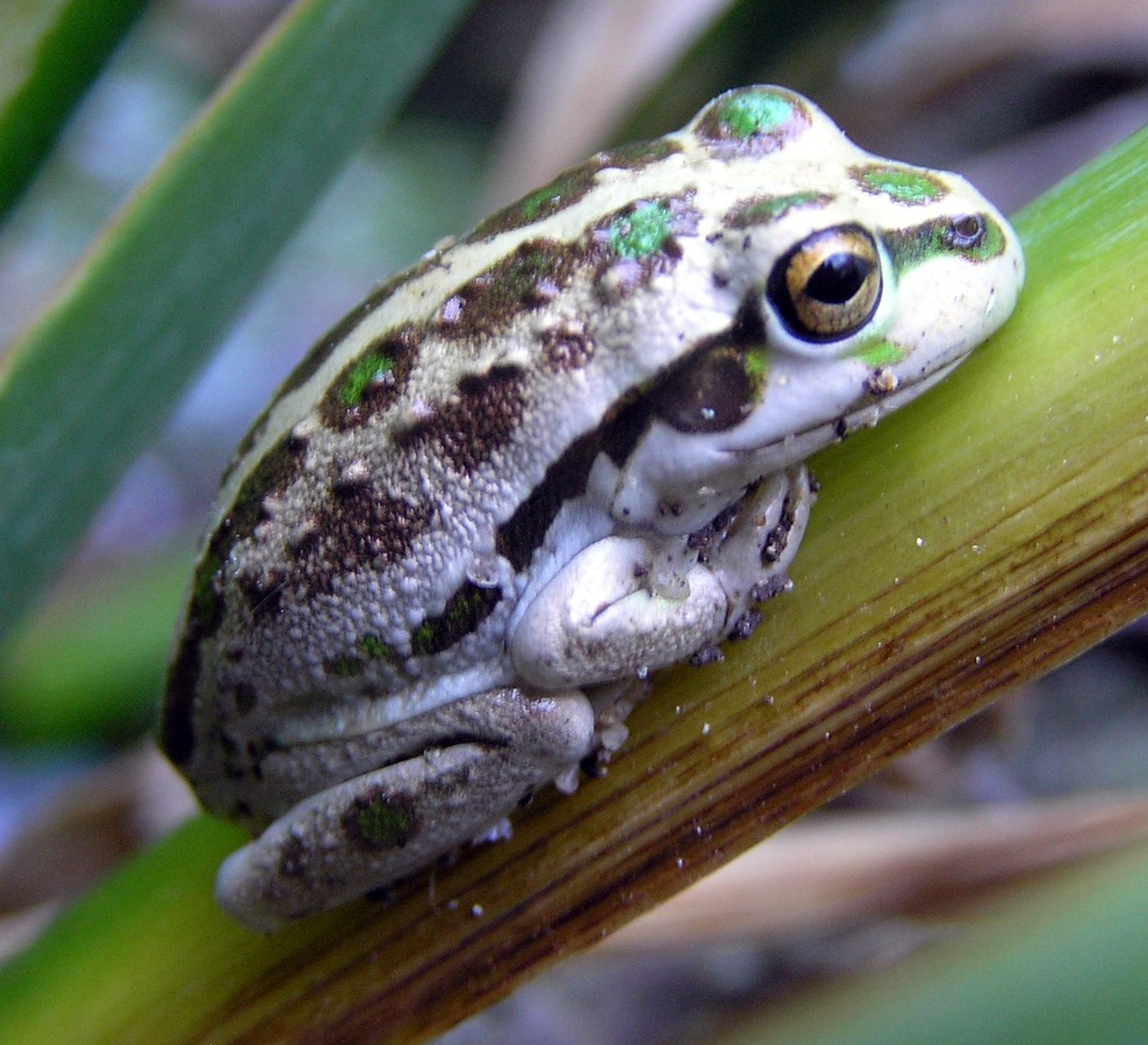
Litoria moorei juvenil.

Litoria moorei é capaz de se camuflar bem, e a sua cor vai desde o castanho escuro até ao verde e dourado. O ventre é nitidamente mais claro, e normalmente tem a uma cor entre o verde pálido e o castanho claro. A cor verde-clara das virilhas e coxas dstingue-a da sua congénere, Litoria cyclorhyncha, que é mais escura e com manchas amarelas nessa zona.
Tem os dedos almofadados que permitem que trepe sperfícies verticais lisas. As patas posteriores são poderosas e os dedos têm membranas interdigitais. Na época de reprodução, o macho desenvolve tubérculos nupciais pretos que permitem que trepe para as costas de uma fêmea durante o amplexo.
O corpo dos girinos é uniformemente castanho escuro por cima, com o queixo prateado em baixo, inicialmente pequeno, crescem até terem cerca de 80 mm de comprimento. Os girinos normalmente escondem-se entre a vegetação, mas são mais facilmente encoragados a mostrar-se se lhes for apresentado comida. Durante a maior parte enquanto girinos, andam em "cardumes".

## Ecologia e comportamento

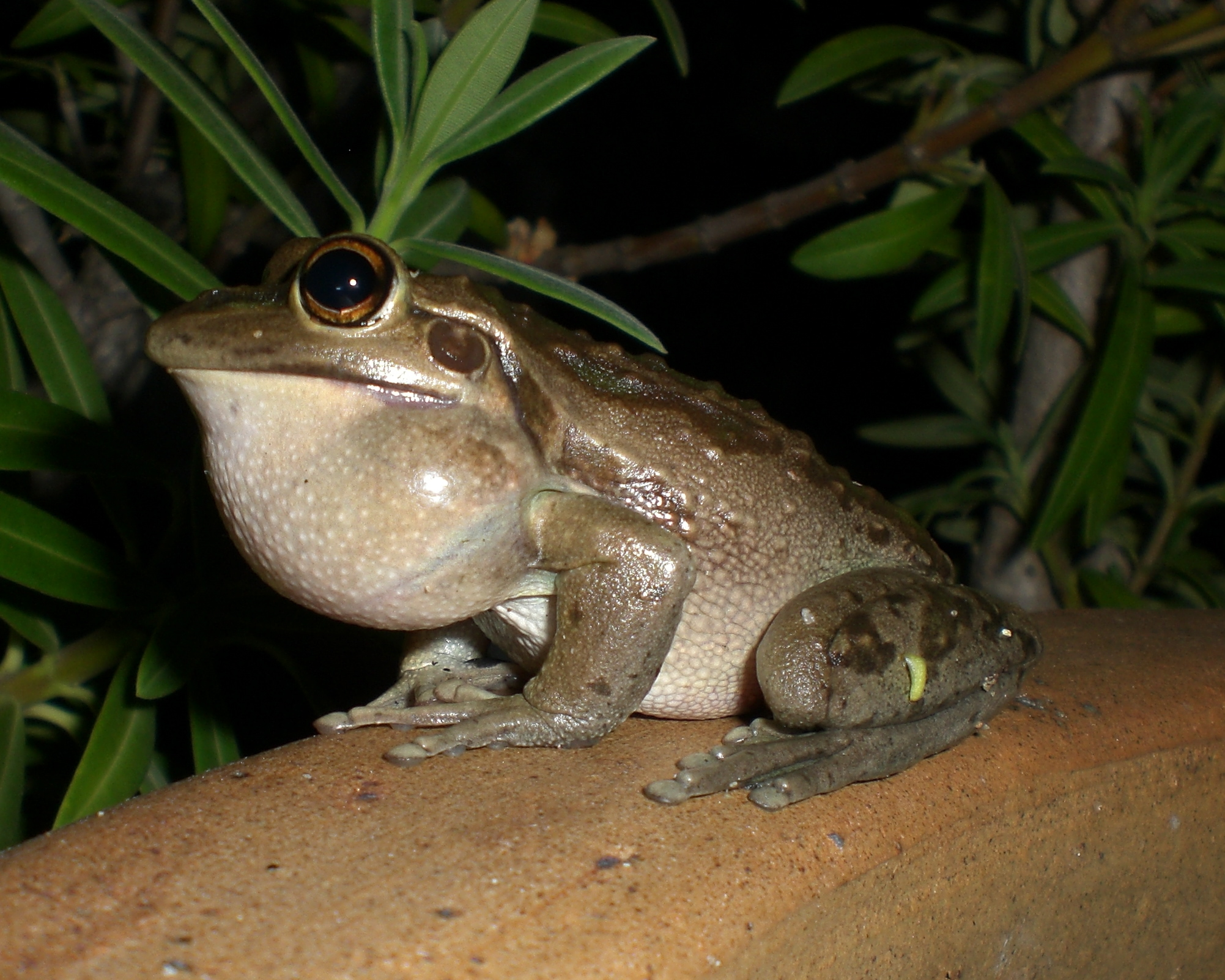
Litoria moorei fazendo um chamamento num jardim residencial em Swanbourne.

A época de acasalamento começa em princípios da primavera e chega até ao fim do verão. O chamamento dos machos soa a uma moto a mudar de mudanças. Os machos encontram usualmente um amontoado de caniço ou de outras plantas aquátics, de onde fazem os chamamentos. Quando uma fêmea se junta ao macho na água, o macho agarra-se nas costas da fêmea, usando os seus tubérculos nupciais, que aparecem durante a época de reprodução. Grandes massas de ovos, encapsulados numa geleia transparente, ficam agarrados à vegetação flutuante e detritos.
Apesar de ser uma rã-arborícola, Litoria moorei raramente trepa mais do que um ou dois metros, em plantas, arbustos, paredes de tijolo ou janelas.
A sua dieta consiste principalmente de artrópodes, mas também inclui rãs pequenas, incluindo juvenis da mesma espécie. A dieta principal dos girinos são algas, mas também comem outros animais se disponíveis. Os girinos, tal como rãs adultas, ficam ao sol durante uma ou duas horas todos os dias para terem um crescimento saudável.
Têm uma distribuição ampla e numerosa em lagos e pântanos e são frequentemente encontrados em charcos artificiais de jardim e diques de quintas a tomar banhos de sol nas folhas superiores de plantas. Conseguem viver fora de água durante períodos extensos de tempo.
É um membro do complexo de espécies da Litoria aurea. Ao contrário dos membros orientais do complexo (Litoria aurea, L. raniformis e L. castanea), Litoria moorei não tem sofrido de declínios dramáticos, apesar da presença de fungos Chytridiomycetes em áreas onde habitam.

## Distribuição
A sua área de distribuição vai desde Port Gregory a norte de Geraldton, até à região de Albany, e para o interior até ao wheatbelt. É também bastante comum na região de Perth, particularmente na Swan Coastal Plain. São a espécie de rã mais comummente encontrada em jardins de Perth.